# Cotorreta caragroga
La cotorreta caragroga (Forpus xanthops) és una espècie d'ocell de la família dels psitàcids que habita matolls del nord del Perú.